# Trionfale (Suburbio)
Koordinaten: 41° 57′ N, 12° 23′ OTrionfale ist ein Suburbio (Vorstadt) der italienischen Hauptstadt Rom. In der Verwaltung wird es mit S. X abgekürzt und gehört zum Municipio XIII und XIV. Der Name leitet sich von der Via Trionfale her. Er liegt im Westen der Stadt Rom, hatte 2016 21.050 Einwohner und eine Fläche von 11,0764 km².

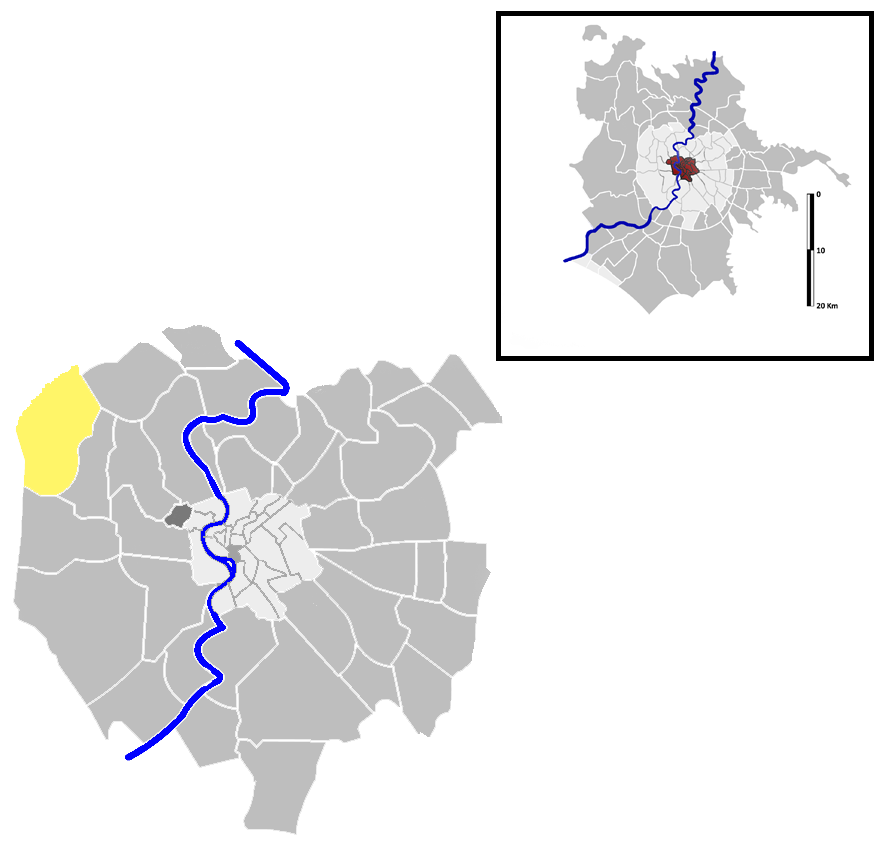
Lage des Suburbi in Rom

Im Nordwesten grenzt er an den Zone Z. L Ottavia, im Osten an die Zone Z. LIII Tomba di Nerone und das Suburbio S. XI Della Vittoria, im Südosten an das Quartier XXVII Primavalle, im Süden an den Suburbio S. IX Aurelio und im Westen an die Zone Z. XLVIII Casalotti.
Der Suburbio wurde offiziell am 20. August 1921 mit der Bezeichnung S.XI gegründet und übernahm am 1. März 1954 wurde die Nummer S.X übernommen, da das Suburbia Ostiense zum Quartier wurde.

## Sehenswürdigkeiten
- Santi Patroni Martiri di Selva Candida
- Natività di Maria Santissima